# Krasne, Kobeleakî
Krasne (în ucraineană Красне) este localitatea de reședință a comunei Krasne din raionul Kobeleakî, regiunea Poltava, Ucraina.

## Demografie
Componența lingvistică a localității Krasne
     Ucraineană (97,28%)
     Rusă (2,56%)
Conform recensământului din 2001, majoritatea populației localității Krasne era vorbitoare de ucraineană (97,28%), existând în minoritate și vorbitori de rusă (2,56%).